# Cugny (Seine-et-Marne)
 (août 2021).
Si vous disposez d'ouvrages ou d'articles de référence ou si vous connaissez des sites web de qualité traitant du thème abordé ici, merci de compléter l'article en donnant les références utiles à sa vérifiabilité et en les liant à la section « Notes et références ».
Pour les articles homonymes, voir Cugny.
Cugny est un hameau appartenant à la commune de La Genevraye en Seine-et-Marne. Géographiquement, le hameau de Cugny est séparé du reste de La Genevraye par une route isolée passant à travers champs, sur un kilomètre.

## Histoire de la commune
Si, dès 1212, on trouve dans un acte du Bailliage de Sens le nom de Joannès de Hervangua seigneur de Gratereau, et si en juin 1289 Jean de Gratereau, de la paroisse de la Genevraye, écuyer, fils de feu Hue de Gratereau a reconnu s'être consacré à l'ordre des frères de la chevalerie du Temple en France, le nom de Cugny n'apparaît pas dans des documents si anciens, à moins qu'il ne soit confondu avec le fief de Gratereau.
Son existence est malgré tout très ancienne, la toponymie garde la mémoire des templiers et une cave sous un bâtiment du XVIIIe siècle pourrait remonter au XIIIe. À la Révolution une tourelle a été rasée en même temps que celles de Berville et Launay, ce qui prouve l'existence de fortifications.
Au XVIe siècle, Marie Dromont, seconde fille de Guillaume Dromont seigneur de Berville, prend pour époux Thomé Dromont seigneur de Cugny ; l'aîné de leurs enfants, Claude, hérite du fief de Cugny tandis qu'une portion de cette terre est élevée en fief pour le second: Maison rouge.
Au début du XVIIe siècle le domaine passe à la famille Campan, en 1629, Jean de Campan est seigneur de Cugny, il l'est encore en 1635.
En 1630, Antoine Godin, Sieur de Gratereau et de Montarlot, assure la gestion du comté de Moret pendant la disgrâce de la famille de Vardes.
Le 7 juillet 1742, Auzillon, seigneur de Berville, achète le fief de Cugny à Antoine de Vanneuse de Fontenelle et à sa sœur Marguerite-Charlotte épouse d'Eustache-Auguste Leclerc de Lasserville.
À la mort de François-Louis Auzillon, le domaine est partagé et Cugny avec le moulin de la Couthière, la garenne de Cugny et diverses pièces de terre, est attribué à Marie-Louise Satroville de la Martinière, épouse de Pierre-Xavier Chauffour et à Marie-Anne Satroville de la Martinière épouse de François-Xavier-Joseph-Antoine Zeltner, frère de Pierre-Joseph Zeltner, futur propriétaire de Berville et qui fera venir le général Kosciuszko.
En octobre 1809, Pierre-Joseph Zeltner rachète les parts appartenant à ses frères et devient seul propriétaire de Cugny où Kosciuszko crée une tuilerie "après celle de l'Aulnay" ainsi décrite dans les actes notariés: «Une tuilerie consistant en un four à tuiles, un petit pavillon couvert en tuiles, des halles couvertes en tuiles, dépendant de la tuilerie, et toutes les places nécessaires à icelle et environnant lesdits four et pavillon, avec un puits ; le tout près de la ferme à gauche.»
Lors de l'invasion de 1814, Kosciuszko intervient pour arrêter le pillage et l'incendie du hameau par les cosaques de Platow. En 1816, Pierre-Joseph Zeltner revend la plus grande part de Cugny à M. Charpentier de Saintot.
Vial de Machurin acquiert en 1825 le reste de la terre de Cugny en même temps que le domaine de Berville. En 1829, Grattereau appartient à M. Picque négociant à Paris et le moulin de la Coutière à M. Rion.
En 1844, le domaine qui appartenait à M. Gabriel Tiersonnier fut mis en adjudication en un seul lot, sur saisie immobilière, il consistait en tuilerie, corps de ferme, maison bourgeoise, bâtiments et dépendances et 245 pièces de terres, prés, vignes et bois. La tuilerie ne devait plus être en activité car l'ancien logement du tuilier est transformé en grange à battre le grain.
En 1887, une usine d'explosifs (Société française des explosifs) s'installe à Cugny. Une grave explosion survenue le 2 mars 1901 fait quatre victimes, explosion sur laquelle est appelé en expertise Charles Girard, directeur du Laboratoire municipal de chimie de Paris. Elle sera entourée d'une cité ouvrière construite vers 1926-1927 par Georges-Henri Pingusson architecte, urbaniste, enseignant et ingénieur français. L'usine ferme ses portes en 1987 mais la S.F.E reste propriétaire des lieux et loue les maisons de tout le hameau. Fin 2009, un nouveau propriétaire acquiert la totalité des maisons, les bois et l'usine qui sont englobés sous le nom de "Domaine de La Genevraye".

## Écarts
Les écarts de Cugny (les Petits Bois, la Grenouillère, les moulins de la Coutière et de Grattereau) forment la partie de la commune que l'on peut rattacher au bocage gâtinais.
Jusqu'à la création de l'usine de dynamite, malgré l'existence éphémère d'une tuilerie créée par Kosciuszko vers 1810, Cugny était voué aux activités agricoles et forestières.
En dehors de la grosse ferme qui devait être le siège de l'ancien fief, de petits bâtiments d'habitation entourés de quelques dépendances (toit à porcs, poulailler, grange, étable, etc.) abritaient la famille des « manouvriers » qui possédaient quelques terres autour de la maison, de quoi faire un jardin et entretenir quelques rangs de vigne; ils louaient leurs bras aux propriétaires plus fortunés. L'on appelait « bricole » ce genre d'habitat.
Il devait exister également quelques « laboureurs », possesseurs d'une ou deux charrues et de leur attelage, qui constituaient la classe aisée dans la société rurale et dont les habitations, bâties dans le même style, comportaient un plus grand nombre de travées d'habitation et des dépendances plus nombreuses.
En 1793, la citoyenne Marie Paillart, veuve de François Couturier à Cugny, possédait 2 charrues.
Aux Petits Bois, Pierre Delorme possédait une charrue et André Cailliaut 3/4 de charrue.
Louis Guillemain, meunier à la Coutière, possédait 1/2 charrue ainsi que François Bourgeois, meunier à Grattereau.

## Culture populaire
Cugny apparaît dans un des scénarios du jeu de rôle Cats ! La Mascarade.